# Ain Dara
Ain Dara is een archeologische locatie in Syrië behorende tot de Arameeërs, gelegen 67 km ten noordwesten van Aleppo in de vallei van de rivier Afrin. De locatie bestaat uit een lager gelegen stad met een oppervlakte van 24 hectare en een akropolis ongeveer 30 meter hoger. Opgravingen in het noordelijk gedeelte van de stad hebben aangetoond dat de locatie bewoond was in de periode 1200–700 vóór de huidige tijdrekening. Opgravingen in de buurt van de tempel hebben zes bewoningsniveaus aangetoond gaande van de periode van de Seldjoeken (1100–1400) tot de zesde eeuw vóór onze tijdrekening. Merkwaardig is dat er geen gegevens werden gevonden betreffende bewoning in de Romeinse en Byzantijnse periode.
De Ain ‘Dara tempel, uitgevoerd in basaltsteen, is van Aramese oorsprong en dateert uit de 9e eeuw v.Chr en is door de Arameeërs gebouwd. Waarschijnlijk was de tempel gewijd was aan de Aramese god haddad. De tempel lijkt een kleine kopie te zijn van de joodse tempel in Jeruzalem die eerder in opdracht van koning Salomo is gebouwd. De Arameeërs zijn etnisch verwant aan het Joodse volk.
Het onderste deel van de  tempelmuren is gereconstrueerd. Vier leeuwen flankeerden beiderzijds de tempelingang. Een fries met in bas-reliëf uitgevoerde leeuwen en gevleugelde sfinxen loopt over de vier tempelmuren. Vier - ongeveer één meter lange - voetafdrukken in het inkomgedeelte moesten bewijzen dat de godheid in de tempel aanwezig was. Binnen de tempel onderscheidt men de pronaos en de naos.
Er zijn grote beelden van leeuwen uitgevoerd in zwarte basaltsteen. De leeuw wordt samen met de godin Esther afgebeeld. Esther is de Aramese versie van Griekse godin van de liefde.

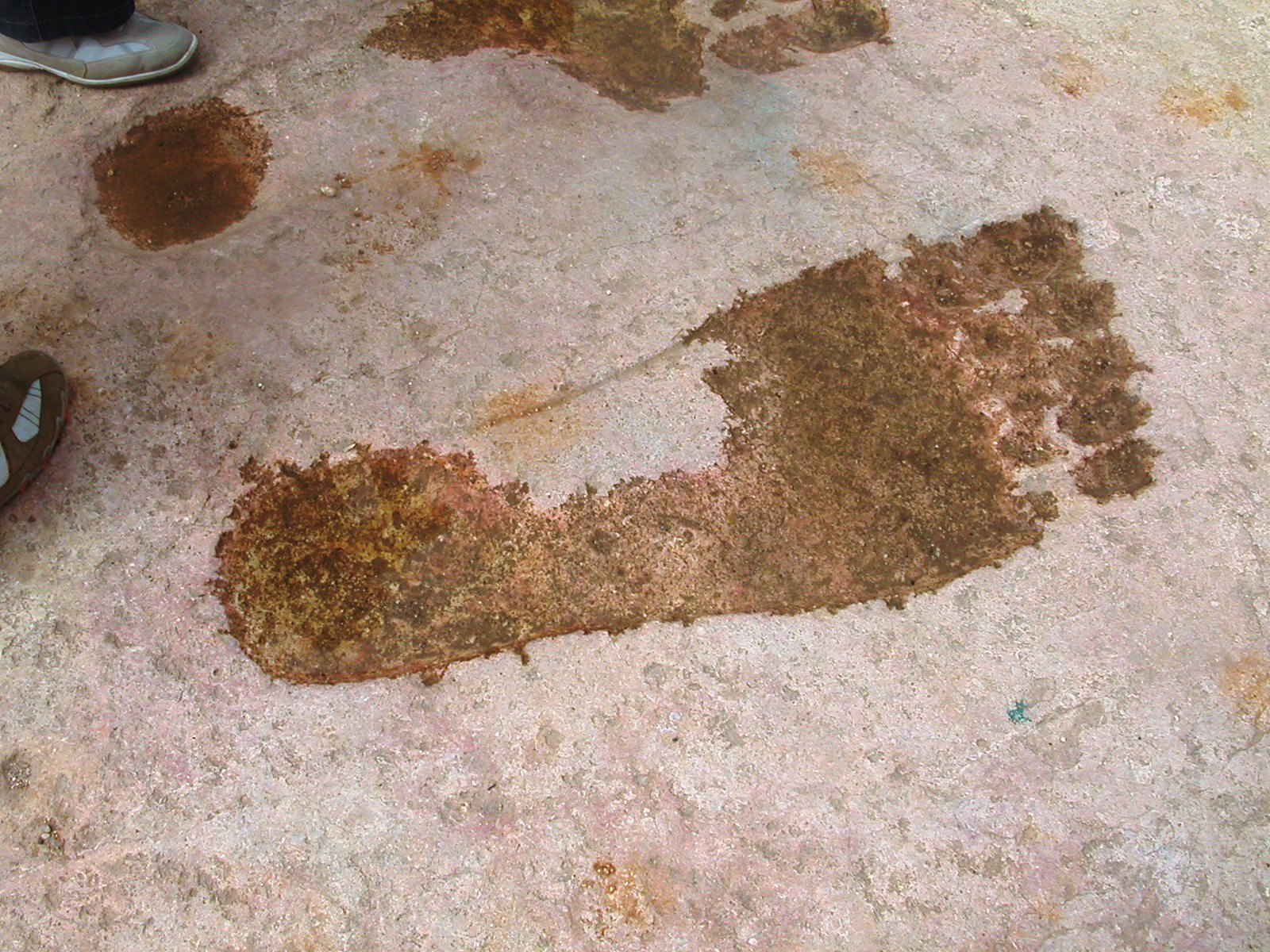
Ain Dara:tempel voetafdrukken ongeveer 1 m lang, 31 cm breed
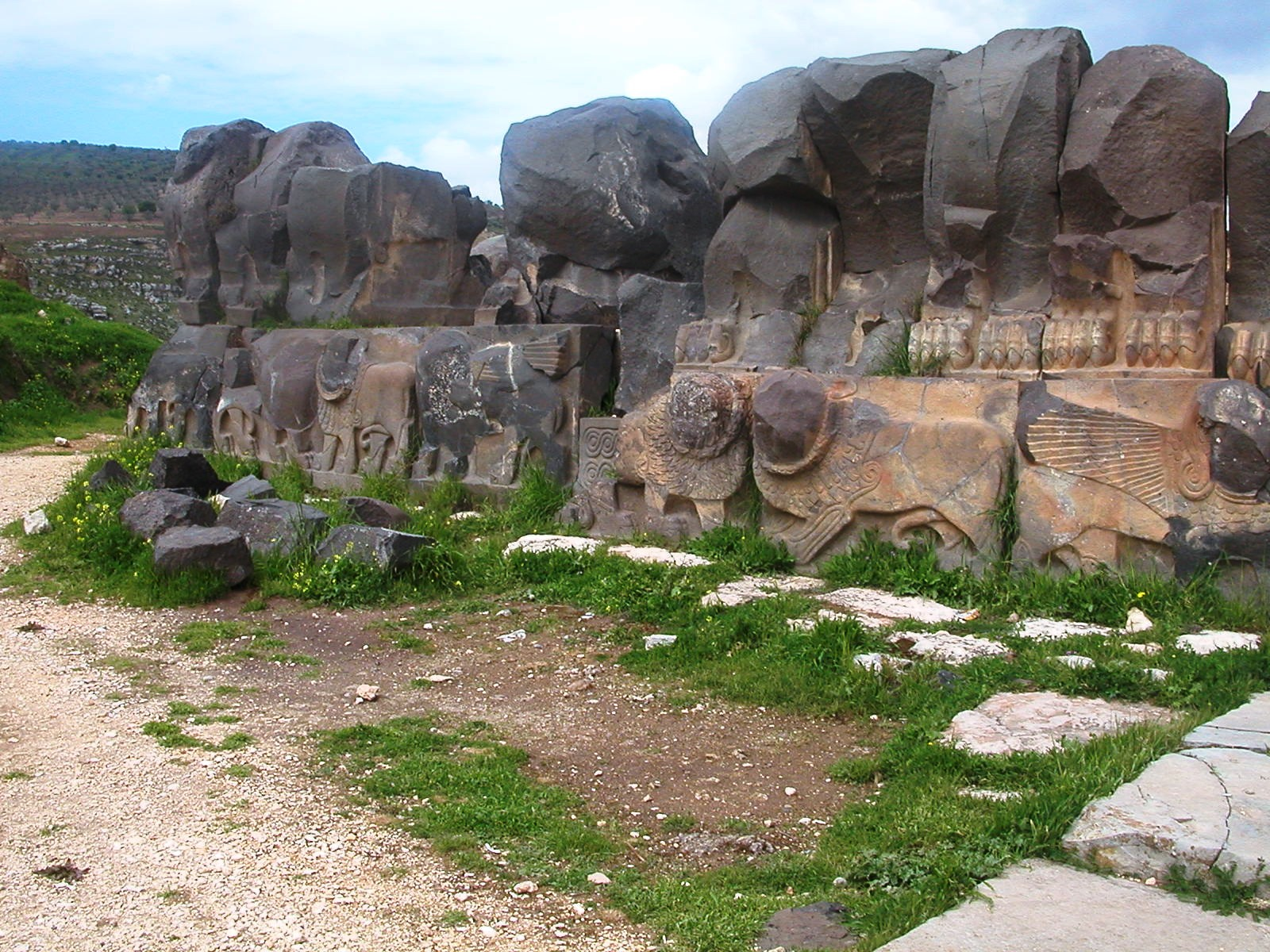
Ain Dara:tempelmuur met 'leeuwen en sfinxen' fries
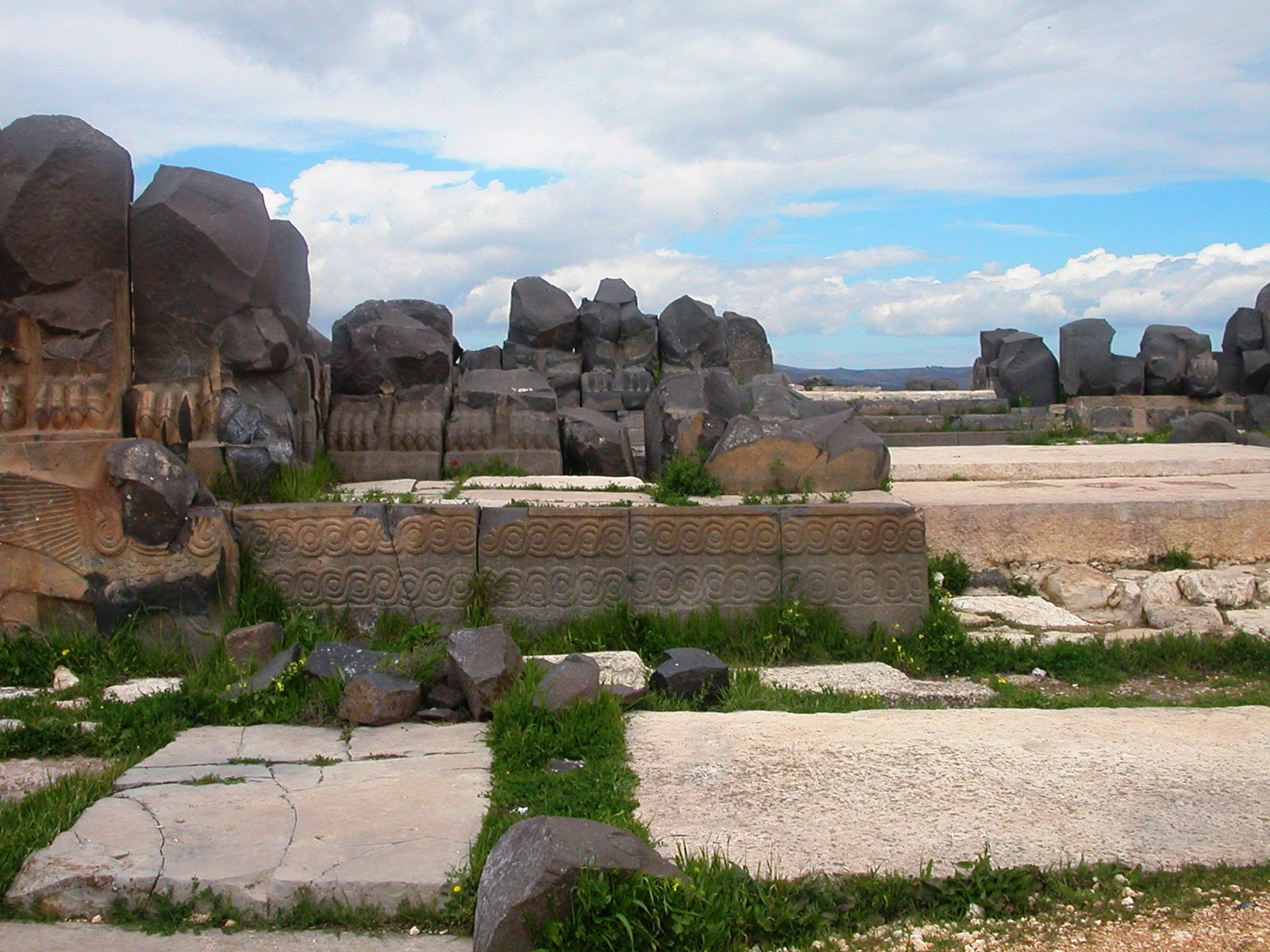
Ain Dara:tempelmuur met de overblijfselen van de leeuwen naast de tempelingang